# Simion Michez
Simion Michez (9 februari 2002) is een Belgisch-Kameroens voetballer die sinds 2024 onder contract ligt bij Slavia Praag.

## Carrière
Michez ruilde op jonge leeftijd de jeugdopleiding van Olympic Charleroi in voor die van RSC Anderlecht, waar hij destijds aansloot bij de U7-ploeg. In mei 2020 ondertekende hij zijn eerste profcontract bij Anderlecht. Aan de vooravond van zijn twintigste verjaardag kreeg Michez, die als aanvaller werd opgeleid maar ook op andere posities werd uitgespeeld, een contractverlenging tot 2023. Michez trainde toen al geregeld mee met de A-kern van Anderlecht.
Op 14 augustus 2022 maakte hij zijn profdebuut in het shirt van de RSCA Futures, het beloftenelftal van Anderlecht dat vanaf het seizoen 2022/23 aantreedt in Eerste klasse B. Op de openingsspeeldag van het seizoen 2022/23 kreeg hij van Robin Veldman een basisplaats tegen KMSK Deinze. De polyvalente Michez kreeg in 26 van de 32 competitiewedstrijden speelminuten van Veldman en diens opvolger Guillaume Gillet.
In mei 2023 ondertekende Michez, die een aflopend contract had bij Anderlecht, een driejarig contract bij tweedeklasser Beerschot VA. Op 11 augustus maakte hij, uitgerekend tegen de RSCA Futures, zijn officiële debuut voor zijn nieuwe club. Michez groeide meteen uit tot een vaste waarde en seizoensrevelatie bij Beerschot, wat hem in de winter interesse van onder andere KAA Gent opleverde. Michez koos evenwel voor een verlengd verblijf bij Beerschot, waarmee hij in zijn debuutseizoen de titel in Eerste klasse B veroverde.
Michez begon het seizoen 2024/25 als speler van Beerschot, waar hij ook in de Jupiler Pro League tot de basisploeg van Dirk Kuijt behoorde. Na zes speeldagen stond zijn teller op twee competitiegoals: zowel in de 4-1-nederlaag tegen Cercle Brugge als in de 3-4-nederlaag tegen KRC Genk was hij goed voor een aansluitingstreffer. Begin september 2024 vertrok Michez evenwel naar de Tsjechische topclub Slavia Praag, die hem een vierjarig contract aanbood. Slavia Praag telde een transfersom neer die kon oplopen tot drie miljoen euro, waardoor Michez de duurste uitgaande transfer van Beerschot werd sinds de doorstart van de club in 2013.

## Clubstatistieken
| Seizoen         | Club            | Land              | Competitie      | Competitie | Competitie | Beker | Beker | Supercup | Supercup | Europees | Europees | Totaal | Totaal |
| Seizoen         | Club            | Land              | Competitie      | Wed.       | Dlp.       | Wed.  | Dlp.  | Wed.     | Dlp.     | Wed.     | Dlp.     | Wed.   | Dlp.   |
| --------------- | --------------- | ----------------- | --------------- | ---------- | ---------- | ----- | ----- | -------- | -------- | -------- | -------- | ------ | ------ |
| 2022/23         | RSCA Futures    | Vlag van België   | Eerste klasse B | 26         | 3          | —     | —     | —        | —        | —        | —        | 26     | 3      |
| 2023/24         | Beerschot VA    | Vlag van België   | Eerste klasse B | 29         | 5          | 2     | 1     | —        | —        | —        | —        | 31     | 6      |
| 2024/25         | Beerschot VA    | Vlag van België   | Eerste klasse A | 6          | 2          | 0     | 0     | —        | —        | —        | —        | 6      | 2      |
| 2024/25         | Slavia Praag    | Vlag van Tsjechië | Slavia Praag    | 4          | 1          | 0     | 0     | —        | —        | 4        | 0        | 8      | 1      |
| Carrière totaal | Carrière totaal | Carrière totaal   | Carrière totaal | 65         | 11         | 2     | 1     | 0        | 0        | 4        | 0        | 71     | 12     |

Bijgewerkt op 18 november 2024.

## Trivia
- Michez deelde op internaat destijds een kamer met Jérémy Doku.[15]

1 Kolář ·
2 Chaloupek ·
3 Holeš  ·
4 Zima ·
5 Ogbu ·
6 Wallem ·
8 Masopust ·
10 Zafeiris ·
11 Fila ·
12 Diouf ·
13 Chytil ·
14 Michez ·
17 Provod ·
18 Bořil ·
19 Dorley ·
20 Bužek ·
21 Douděra ·
22 Vorlický ·
23 Ševčík ·
24 Mandous ·
25 Chorý ·
26 Schranz ·
27 Vlček ·
31 Kinský ·
32 Lingr ·
33 Zmrzlý ·
35 Jurásek ·
36 Staněk ·
Coach: Trpišovský
· Assistent-coach: Řehák
· Keeperstrainer: Černý